# Caenopedina cubensis
Caenopedina cubensis is een zee-egel uit de familie Pedinidae.
De wetenschappelijke naam van de soort werd in 1869 gepubliceerd door Alexander Agassiz.